# Ludomił Korczyński
Ludomił Sas-Korczyński (ur. 14 września 1867 w Korczówce, zm. 13 maja 1936 w Krakowie) – polski lekarz balneolog.

## Życiorys

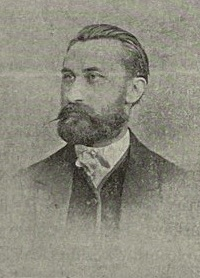
Ludomił Sas-Korczyński (1874)

Syn Aleksandra Korczyńskiego (s. Dymitra, wyzn. gr.-kat.) i Walentyny Burzyńskiej (c. Konstantego). Jego przodkowie byli uczestnikami powstań narodowych: ojciec Aleksander, styczniowego, zaś dziadek Konstanty, listopadowego. Uczył się w gimnazjum we Lwowie i Stanisławowie, maturę zdał w 1885. Studiował na Wydziale Lekarskim Uniwersytetu Jagiellońskiego w Krakowie. W czasie studiów mieszkał w domu swojego dalekiego kuzyna Edwarda Korczyńskiego (ich wspólnym przodkiem był żyjący w XVII wieku Andrzej Korczyński), korzystając jednocześnie ze stypendium „rodzinnego” biskupa Głowińskiego w wysokości 200 guldenów rocznie, które mogły otrzymywać osoby z biskupem spokrewnione (pokrewieństwo było przez rodzinę Burzyńskich).
Następnie pracował na uniwersytecie jako asystent w klinice chorób wewnętrznych. W 1874 odbył podróż naukową do Niemiec i Szwajcarii. Uzyskał habilitację w 1896 na podstawie rozprawy Rozwój i obecne stanowisko hematologii klinicznej, co skutkowało otrzymaniem stanowiska docenta prywatnego patologii i terapii chorób wewnętrznych. Okresowo zatrudniany w uzdrowiskach (Krynica, Szczawnica, Żegiestów). Nominację na stanowisko profesora balneologii i klimatoterapii na UJ otrzymał w 1904. W latach 1906–1919 był zatrudniony jako prymariusz oddziału wewnętrznego Szpitala Krajowego w stolicy Bośni, Sarajewie. W tymże roku wstąpił do służby wojskowej w wojsku polskim w randze pułkownika i do przejścia na emeryturę w 1930 pracował jako lekarz naczelny Okręgowego Szpitala Wojskowego w Krakowie, prowadząc jednocześnie wykłady balneologii na Wydziale Lekarskim UJ.
Współzałożyciel i prezes Towarzystwa Balneologicznego (1905–1936). Przez 25 lat redagował „Przegląd Zdrojowo-Kąpielowy”. Ogłosił m.in. Choroby oskrzeli, płuc i opłucnej (Nauka o chorobach wewnętrznych, 1904), O hormonach wegetatywnego układu nerwowego ze stanowiska nauki o wydzielaniu wewnętrznym (Przegląd Lekarski, 1913); Zarys balneologii i balneografii krajowej (1900). Zajmował się również historią medycyny.
Pochowany na cmentarzu Rakowickim w Krakowie (kwatera PAS 64-zach-katakumba Trembeckich). Jego imieniem nazwano ulicę w Krakowie w osiedlu uzdrowiskowym Swoszowice.
Był od 1893 mężem Marii z Hoene-Wrońskich (1868–1952), z którą miał synów: Jerzego (ur. 1894), dra praw i ekonomii UJ, żonatego z Eileen Krygowską (1914-1979), i Ludomira (ur. 1896) oraz córkę Marię (ur. 1900), żonę Feliksa Nieniewskiego. Jego młodsza siostra Zofia z Korczyńskich Grzybowska (1869-1959) była matką prawników Konstantego i Stefana Grzybowskich.

## Ordery i odznaczenia
- Złoty Krzyż Zasługi (9 listopada 1931)[10]